# Grande Prêmio do Canadá de 1982
Resultados do Grande Prêmio do Canadá de Fórmula 1 realizado em Montreal em 13 de junho de 1982. Oitava etapa da temporada, foi palco do acidente fatal de Riccardo Paletti. Reiniciada a prova, a vitória coube ao brasileiro Nelson Piquet, da Brabham-BMW, que subiu ao pódio em dobradinha com Riccardo Patrese, da Brabham-Ford, enquanto John Watson foi o terceiro colocado em sua McLaren-Ford.

## Resumo

### Brigas antes dos treinos
Três franceses nas primeiras posições do grid e atrás deles Nelson Piquet. Uma descrição tão sucinta dos treinos em Montreal traz a ideia de calmaria, mas na sexta-feira o ambiente estava conflagrado, graças a uma troca de socos entre Raul Boesel e Chico Serra, quando o primeiro foi acusado de prejudicar seu compatriota quando o piloto da March não lhe deu passagem durante o treino, mas foi solícito a ponto de não bloquear a Williams de Keke Rosberg. Irritado, o piloto da Fittipaldi agrediu Boesel e sofreu o revide. Logo uma multidão cercou os brigões e tratou de separá-los. Na somatória dos tempos Boesel ficou em vigésimo primeiro lugar enquanto Serra não se classificou. John Watson, líder do campeonato, ficou em sexto lugar com sua McLaren-Ford enquanto Didier Pironi marcou a pole position utilizando uma nova suspensão em sua Ferrari e ficou adiante de René Arnoux e Alain Prost, dupla da Renault.
Marcado para o mesmo dia em que começava a Copa do Mundo FIFA de 1982, o Grande Prêmio do Canadá ocorreu sob consternação pela morte de Gilles Villeneuve há pouco mais de um mês na Bélgica e por isso o Circuito da Ilha de Notre-Dame, em Montreal, foi rebatizado como Circuito Gilles Villeneuve. Sobre a prova, a mesma teve o horário alterado para permitir a exibição do jogo de abertura da Copa do Mundo entre Argentina e Bélgica, no qual os europeus venceram por um a zero.

### Riccardo Paletti (1958-1982)
No domingo houve uma demora para acionar o sinal de largada e com isso a Ferrari de Didier Pironi apagou. Temeroso, o francês gesticulou pedindo a anulação do procedimento de largada, mas a direção de prova ignorou o fato e autorizou o início da prova. Ato contínuo, vários pilotos desviaram do bólido de Pironi, contudo o carro vermelho foi atingido pela March de Raul Boesel num prenúncio da desgraça que ocorreu a seguir: o italiano Riccardo Paletti estava a 150 km/h e não conseguiu desviar atingindo em cheio o carro de Pironi. A força do impacto foi tamanha que compactou a parte frontal da Osella e esmagou o tórax de Paletti. Disposto a ajudar, Pironi foi ao encontro de seu companheiro ferido mas, de repente, a Osella explodiu devido aos mais de 200 litros de combustível em seu tanque. O fogo foi extinto, entretanto Paletti só foi retirado das ferragens após vinte e cinco minutos. Enviado de helicóptero para o Hospital Rainha Vitória, Riccardo Paletti não resistiu às múltiplas fraturas, queimaduras e hemorragias internas no tórax e no abdome sofridas no momento do acidente e morreu na mesa de operação na antevéspera de seu aniversário de 24 anos. Sepultado no Cemitério Maggiore em Milão, Riccardo Paletti foi homenageado quando batizaram o Autódromo de Vairano (nas cercanias de Parma) com seu nome.

### Primeira vitória da BMW
Enquanto a pista de Montreal permaneceu interditada, o corpo técnico da Fórmula 1 tratou de repor os bólidos danificados: Didier Pironi recebeu um outro carro, mas como o mesmo não possuía uma suspensão similar à do que foi danificado, o piloto da Ferrari fez tão somente uma corrida decorativa, enquanto Raul Boesel (March) e Eliseo Salazar (ATS) largaram com seus carros reserva, solução que não foi possível para Geoff Lees (Theodore). Por respeito ao ocorrido com Riccardo Paletti, a Osella retirou Jean-Pierre Jarier da prova antes da relargada.
Por conta do acidente fatal de Riccardo Paletti o Grande Prêmio do Canadá foi interrompido por duas horas e na terceira volta um novo susto: Bruno Giacomelli chocou sua Alfa Romeo contra a Lotus de Nigel Mansell e por isso o britânico sofreu lesões sendo enviado ao mesmo hospital onde estava Paletti. Naquela altura Didier Pironi liderara apenas a primeira volta e caíra para o quarto lugar atrás de Arnoux, Piquet e Prost. Graças ao bom rendimento de seu Brabham BT50 com motor BMW, o brasileiro Nelson Piquet assumiu a liderança na nona volta. No vigésimo sétimo giro o italiano Riccardo Patrese assumiu o segundo lugar com seu Brabham BT49 impulsionado pelo velho e confiável motor Ford, firmando uma dobradinha para o time de Bernie Ecclestone. Dois giros mais tarde o Renault de René Arnoux rodou, saiu da pista e teve o motor apagado e pouco tempo depois Alain Prost teve o propulsor quebrado e assim o referido time francês deixou a prova.
Com os carros da Brabham liderando a prova, Andrea de Cesaris e Eddie Cheever lideravam um segundo pelotão até que ambos ficaram a pé por falta de combustível, destino similar ao de Derek Daly. Somente Nelson Piquet, Riccardo Patrese (na primeira dobradinha da Brabham desde o Grande Prêmio da Itália de 1978) e John Watson (McLaren-Ford) terminaram na mesma volta enquanto Elio de Angelis, Marc Surer e Andrea de Cesaris completaram a zona de pontuação. Foi a primeira vitória de Nelson Piquet após conquistar o título mundial e a única do brasileiro naquela temporada, bem como o primeiro triunfo do motor BMW na Fórmula 1.
Diante dos resultados a liderança do mundial de pilotos ficou nas mãos de John Watson com 30 pontos ante os 20 de Didier Pironi, enquanto a McLaren-Ford era a melhor entre os construtores com 42 pontos contra os 26 da Ferrari. Ressalte-se que este foi o primeiro Grande Prêmio do Canadá de Fórmula 1 a ser disputado no mês de junho.

## Classificação

### Treinos classificatórios
| Pos.    | Nº | Piloto             | Construtor      | Q1       | Q2       | Dif.     |
| ------- | -- | ------------------ | --------------- | -------- | -------- | -------- |
| 1       | 28 | Didier Pironi      | Ferrari         | 1:31.332 | 1:27.509 | —        |
| 2       | 16 | René Arnoux        | Renault         | 1:31.494 | 1:27.895 | + 0.386  |
| 3       | 15 | Alain Prost        | Renault         | 1:32.258 | 1:28.563 | + 1.054  |
| 4       | 1  | Nelson Piquet      | Brabham-BMW     | 1:32.105 | 1:28.663 | + 1.154  |
| 5       | 23 | Bruno Giacomelli   | Alfa Romeo      | 1:33.136 | 1:28.740 | + 1.231  |
| 6       | 7  | John Watson        | McLaren-Ford    | 1:35.027 | 1:28.822 | + 1.313  |
| 7       | 6  | Keke Rosberg       | Williams-Ford   | 1:30.963 | 1:28.874 | + 1.365  |
| 8       | 2  | Riccardo Patrese   | Brabham-Ford    | 1:31.343 | 1:28.999 | + 1.490  |
| 9       | 22 | Andrea de Cesaris  | Alfa Romeo      | 1:30.286 | 1:29.183 | + 1.674  |
| 10      | 11 | Elio de Angelis    | Lotus-Ford      | 1:33.242 | 1:29.228 | + 1.719  |
| 11      | 8  | Niki Lauda         | McLaren-Ford    | 1:32.246 | 1:29.544 | + 2.035  |
| 12      | 25 | Eddie Cheever      | Ligier-Matra    | 1:32.969 | 1:29.590 | + 2.081  |
| 13      | 5  | Derek Daly         | Williams-Ford   | 1:31.757 | 1:29.883 | + 2.374  |
| 14      | 12 | Nigel Mansell      | Lotus-Ford      | 1:33.023 | 1:30.048 | + 2.539  |
| 15      | 3  | Michele Alboreto   | Tyrrell-Ford    | 1:32.792 | 1:30.146 | + 2.637  |
| 16      | 29 | Marc Surer         | Arrows-Ford     | 1:36.428 | 1:30.518 | +3.090   |
| 17      | 30 | Mauro Baldi        | Arrows-Ford     | 1:38.956 | 1:30.599 | +3.009   |
| 18      | 31 | Jean-Pierre Jarier | Osella-Ford     | 1:41.588 | 1:30.717 | + 3.208  |
| 19      | 26 | Jacques Laffite    | Ligier-Matra    | 1:33.664 | 1:30.946 | + 3.437  |
| 20      | 14 | Roberto Guerrero   | Ensign-Ford     | 1:36.524 | 1:31.235 | + 3.726  |
| 21      | 18 | Raul Boesel        | March-Ford      | 1:35.573 | 1:31.759 | + 4.250  |
| 22      | 17 | Jochen Mass        | March-Ford      | 1:33.756 | 1:31.861 | + 4.352  |
| 23      | 32 | Riccardo Paletti   | Osella-Ford     | 1:41.020 | 1:31.901 | + 4.392  |
| 24      | 10 | Eliseo Salazar     | ATS-Ford        | 1:39.542 | 1:32.203 | + 4.694  |
| 25      | 33 | Geoff Lees         | Theodore-Ford   | 1:36.359 | 1:32.205 | + 4.696  |
| 26      | 4  | Brian Henton       | Tyrrell-Ford    | 1:39.211 | 1:32.325 | + 4.816  |
| 27      | 9  | Manfred Winkelhock | ATS-Ford        | s/ tempo | 1:32.359 | + 4.850  |
| 28      | 19 | Emilio de Villota  | March-Ford      | 1:37.409 | 1:34.045 | + 6.536  |
| 29      | 20 | Chico Serra        | Fittipaldi-Ford | 1:37.678 | 1:42.730 | + 10.169 |
| Fontes: |    |                    |                 |          |          |          |

### Corrida
| Pos.    | Nº | Piloto             | Chassi/Motor    | Voltas          | Tempo/Diferença  | Grid            | Pontos          |
| ------- | -- | ------------------ | --------------- | --------------- | ---------------- | --------------- | --------------- |
| 1       | 1  | Nelson Piquet      | Brabham-BMW     | 70              | 1:46:39.577      | 4               | 9               |
| 2       | 2  | Riccardo Patrese   | Brabham-Ford    | 70              | + 13.799         | 8               | 6               |
| 3       | 7  | John Watson        | McLaren-Ford    | 70              | + 1:01.836       | 6               | 4               |
| 4       | 11 | Elio de Angelis    | Lotus-Ford      | 69              | + 1 volta        | 10              | 3               |
| 5       | 29 | Marc Surer         | Arrows-Ford     | 69              | + 1 volta        | 16              | 2               |
| 6       | 22 | Andrea de Cesaris  | Alfa Romeo      | 68              | Pane seca        | 9               | 1               |
| 7       | 5  | Derek Daly         | Williams-Ford   | 68              | Pane seca        | 13              |                 |
| 8       | 30 | Mauro Baldi        | Arrows-Ford     | 68              | + 2 voltas       | 17              |                 |
| 9       | 28 | Didier Pironi      | Ferrari         | 67              | + 3 voltas       | 1               |                 |
| 10      | 25 | Eddie Cheever      | Ligier-Matra    | 66              | Pane seca        | 12              |                 |
| 11      | 17 | Jochen Mass        | March-Ford      | 66              | + 4 voltas       | 22              |                 |
| NC      | 4  | Brian Henton       | Tyrrell-Ford    | 59              | Não classificado | 26              |                 |
| Ret     | 6  | Keke Rosberg       | Williams-Ford   | 52              | Câmbio           | 7               |                 |
| Ret     | 18 | Raul Boesel        | March-Ford      | 47              | Motor            | 21              |                 |
| Ret     | 3  | Michele Alboreto   | Tyrrell-Ford    | 41              | Motor            | 15              |                 |
| Ret     | 15 | Alain Prost        | Renault         | 30              | Motor            | 3               |                 |
| Ret     | 16 | René Arnoux        | Renault         | 28              | Rodada           | 2               |                 |
| Ret     | 10 | Eliseo Salazar     | ATS-Ford        | 20              | Motor            | 24              |                 |
| Ret     | 8  | Niki Lauda         | McLaren-Ford    | 17              | Embreagem        | 11              |                 |
| Ret     | 26 | Jacques Laffite    | Ligier-Matra    | 8               | Alimentação      | 19              |                 |
| Ret     | 14 | Roberto Guerrero   | Ensign-Ford     | 2               | Embreagem        | 20              |                 |
| Ret     | 23 | Bruno Giacomelli   | Alfa Romeo      | 1               | Colisão          | 5               |                 |
| Ret     | 12 | Nigel Mansell      | Lotus-Ford      | 1               | Colisão          | 14              |                 |
| WD      | 31 | Jean-Pierre Jarier | Osella-Ford     | 0               | Retirou-se       | 18              |                 |
| FAT     | 32 | Riccardo Paletti   | Osella-Ford     | 0               | Acidente fatal   | 23              |                 |
| Ret     | 33 | Geoff Lees         | Theodore-Ford   | 0               | Colisão          | 25              |                 |
| DNQ     | 9  | Manfred Winkelhock | ATS-Ford        | Não qualificado | Não qualificado  | Não qualificado | Não qualificado |
| DNQ     | 19 | Emilio de Villota  | March-Ford      | Não qualificado | Não qualificado  | Não qualificado | Não qualificado |
| DNQ     | 20 | Chico Serra        | Fittipaldi-Ford | Não qualificado | Não qualificado  | Não qualificado | Não qualificado |
| Fontes: |    |                    |                 |                 |                  |                 |                 |

## Tabela do campeonato após a corrida
| Pos.    | Piloto           | Pontos |
| ------- | ---------------- | ------ |
| 1       | John Watson      | 30     |
| 2       | Didier Pironi    | 20     |
| 3       | Riccardo Patrese | 19     |
| 4       | Alain Prost      | 18     |
| 5       | Keke Rosberg     | 17     |
| Fontes: |                  |        |

| Pos.    | Construtor    | Pontos |
| ------- | ------------- | ------ |
| 1       | McLaren-Ford  | 42     |
| 2       | Ferrari       | 26     |
| 3       | Williams-Ford | 26     |
| 4       | Renault       | 22     |
| 5       | Brabham-Ford  | 19     |
| Fontes: |               |        |

- Nota: Somente as primeiras cinco posições estão listadas. Entre 1981 e 1990 cada piloto podia computar onze resultados válidos por temporada não havendo descartes no mundial de construtores.